# Пьер I (граф Алансона)
Пьер I Французский (фр. Pierre de France) или Пьер I Алансонский (фр. Pierre I d'Alençon; 1251, Сирия — 6 апреля 1284, Салерно) — граф Алансона и Перша с 1269, граф Блуа, Шартра и Шатодёна и сеньор де Гиз (по праву жены) с 1280, 5-й сын короля Франции Людовик IX Святого и Маргариты Прованской.

## Биография
Пьер родился в 1251 году в Сирии, где его отец, король Франции Людовик IX Святой находился во время Седьмого крестового похода.
По возвращении во Францию Пьер жил при королевском дворе в Париже. Отец желал, чтобы Пьер избрал церковную карьеру, ушёл в монастырь и стал францисканцем, однако он на это ответил отказом.
В марте 1269 году Людовик IX выделил Пьеру в качестве апанажа графство Алансон и часть бывшего графства Перш, которые с этого момента оказались объединены в одно владение. Эти владения не были очень крупными, однако в феврале 1263 года в Париже Людовик заключил договор о браке Пьера с Жанной де Шатильон, наследнице богатых графств Блуа, Шартра и Шатодёна.
В 1270 году Пьер в числе других членов семьи вместе с отцом отправился в Тунис в рамках Восьмого крестового похода. Однако этот поход окончился полной неудачей, поскольку в армии крестоносцев разразилась эпидемия дизентерии или тифа, от которой умерли сам Людовик IX и один из братьев Пьера, Жан Тристан. Новым королём стал старший брат Пьера, Филипп III, также участвовавший в крестовом походе. Там же, в Карфагене, где умер его отец, Филипп III назначил старшего из своих оставшихся в живых братьев, Пьера Алансонского, регентом на случай своей смерти и до достижения совершеннолетия сына.
Возвратившись во Францию, Пьер в 1272 году женился на Жанне де Шатильон. Благодаря этому браку после смерти тестя в 1280 году Пьер унаследовал графства Блуа, Шартр и Шатодён. При этом владения жены примыкали к владениям Пьера.
В 1282 году Пьер выступал в качестве одного из свидетелей на процессе канонизации отца.
После того, как в результате Сицилийской вечерни в 1282 году король Сицилии и Неаполя Карл I Анжуйский, дядя Пьера, оказался изгнан из Сицилии, Пьер отправился помогать дяде вернуть потерянные владения. Однако в 1284 году он умер в Салерно. Тело его было доставлено в Париж и захоронено в церкви Францисканцев. Поскольку оба сына Пьера умерли в младенчестве, то Алансон и Перш, оказавшиеся вымороченными владениями, вернулись в королевский домен.
Вдова Пьера, Жанна де Шатильон, больше замуж так и не вышла. В 1286 году она продала графство Шартр королю Франции Филиппу IV. Блуа и Шатодён оставались под управлением Жанны до смерти в 1291 году, после чего их унаследовал её двоюродный брат Гуго II де Шатильон.

## Брак и дети
Жена: с 1272 Жанна де Шатильон (ок. 1253 — 19 или 29 января 1291), графиня Блуа и Шатодёна с 1280, графиня Шартра 1280—1286, дочь Жана I де Шатильон, графа Блуа, Шартра и Шатодёна, и Алисы Бретонской, дочери Жана I, герцога Бретани. Дети:
- Людовик (род. и ум. 1272[2])
- Филипп (ок. 1274[2] — 1275[2])